# 薛惠公
薛惠公（？—前485年），是春秋时代薛国国君，任姓，伯爵，名夷。鲁定公十三年（前497年），薛国人弑杀薛公比，拥立公子夷为君。鲁哀公十年（前485年）薛伯夷去世。秋季安葬，谥号惠公。